# Holophaea melita
Holophaea melita là một loài bướm đêm thuộc phân họ Arctiinae, họ Erebidae.